# فرماندهی عملیات فضایی
فرماندهی عملیات فضایی (انگلیسی: Space Operations Command) سازمان نظامی زیرمجموعه نیروی فضایی ایالات متحده آمریکا است، که وظیفه جنگ فضایی، جنگ مجازی و فرماندهی میدان اطلاعاتی این نیرو را برعهده دارد. قرارگاه مرکزی این فرماندهی در پایگاه نیروی فضایی پترسون در کلرادو اسپرینگز، کلرادو مستقر می‌باشد.
فرماندهی عملیات فضایی در تاریخ ۱ سپتامبر ۱۹۸۲ به‌عنوان نخستین فرماندهی فضایی اختصاصی ایالات متحده تأسیس شد. در ۱۵ نوامبر ۱۹۸۵ به فرماندهی فضایی نیروی هوایی تغییر نام داد تا نام آن از فرماندهی فضایی ایالات متحده، فرماندهی فضای نیروی دریایی و فرماندهی فضایی نیروی زمینی متمایز شود. در تاریخ ۲۰ دسامبر ۲۰۱۹ پس از تأسیس نیروی فضایی ایالات متحده به عنوان یک سرویس مستقل، فرماندهی فضایی نیروی هوایی به عنوان نیروی فضایی ایالات متحده دوباره طراحی شد، اما همچنان بخشی از نیروی هوایی ایالات متحده باقی ماند. در ۲۱ اکتبر ۲۰۲۰ نیروی فضایی ایالات متحده به عنوان فرماندهی عملیات فضایی مجدداً طراحی شد و به‌طور رسمی از یک فرماندهی اصلی نیروی هوایی ایالات متحده به یک فرماندهی میدانی نیروی فضایی ایالات متحده تبدیل گردید.